# Postavy
Postavy (vitryska: Паставы) är en stad i Belarus.   Den ligger i voblasten Vitsebsks voblast, i den norra delen av landet, 140 km norr om huvudstaden Horad Mіnsk. Postavy ligger 140 meter över havet och antalet invånare är 20 039.

## Natur och klimat
Terrängen runt Postavy är platt, och sluttar norrut. Det finns inga andra samhällen i närheten. 
Omgivningarna runt Postavy är en mosaik av jordbruksmark och naturlig växtlighet. Runt Postavy är det ganska glesbefolkat, med 22 invånare per kvadratkilometer. Inlandsklimat råder i trakten. Årsmedeltemperaturen i trakten är 4 °C. Den varmaste månaden är juli, då medeltemperaturen är 19 °C, och den kallaste är februari, med −12 °C.